# Chiesa di Santa Maria degli Angeli (Bisenti)
La chiesa di Santa Maria degli Angeli è il principale luogo di culto cattolico di Bisenti, in provincia di Teramo.
Di stile barocco ispirato al romanico ogivale, viene annoverata tra le maggiori chiese del territorio abruzzese. L'attuale costruzione è un ampliamento del precedente edificio risalente al XV secolo.
Il giorno 2 la chiesa gode del privilegio dell'indulgenza plenaria ad instar Portiunculae, confermato da papa Pio IX nel suo breve dell'11 settembre 1858.

## Storia
La devozione alla Santa Maria degli Angeli fu introdotta a Bisenti dai monaci dell'antica badia di San Salvatore. Secondo la leggenda, una bellissima statua della Madonna apparve sulla sponda del fiume Fino, circonfusa di vivissimo splendore. La popolazione del paese, con fastosa processione, la portò in paese e la traslò nella chiesa successivamente a Lei dedicata.
L'antica chiesa madre presentava una copertura a capriate scoperte e un piccolo rosone che probabilmente è stato successivamente utilizzato come finestra nel nuovo campanile. Ad una sola navata, aveva ai lati due nicchie con le statue della Madonna degli Angeli e di San Pasquale.
Nel 1775 fu conferito a tal mastro Giovannino, cioè l'architetto Giovanni Fontana di Penne, l'ordine di prendere "misura della chiesa per l'ingrandimento di essa" e l'anno successivo iniziarono i lavori. Era abate in quegli anni don Giovanni Alò da Roccaraso, che stette a capo della badia di Bisenti dal 1791 al 1806. Insigne letterato e uomo riservato, viene ricordato in un'iscrizione posta sopra la cappella della Madonna di Loreto: D.O.M. – Almaeque Virgini Lauretanae – Coelorum terrarumque – Dominae – de humano genere benemerentissimae – Abbas Alò – in novo templo – novam aram – Anno AE. V. 1796. La costruzione della chiesa e del nuovo campanile fu completata nel 1796, ma dal giugno del 1798 furono celebrate le prime funzioni.
Venne restaurata dapprima nel 1854 e poi nel 1915, quando il terremoto della Marsica lesionò la volta dell'abside. Nel 1952 fu rifatta la pavimentazione in marmo e vennero restaurati alcuni affreschi. Negli anni Sessanta venne abbattuta la balaustra che separava l'altare principale. Nel 1992 il parroco don Giuseppe D'Amore fece restaurare la chiesa, la quale venne riaperta alle funzioni per la Pasqua del 1993.

## Descrizione

### Esterno e campanile

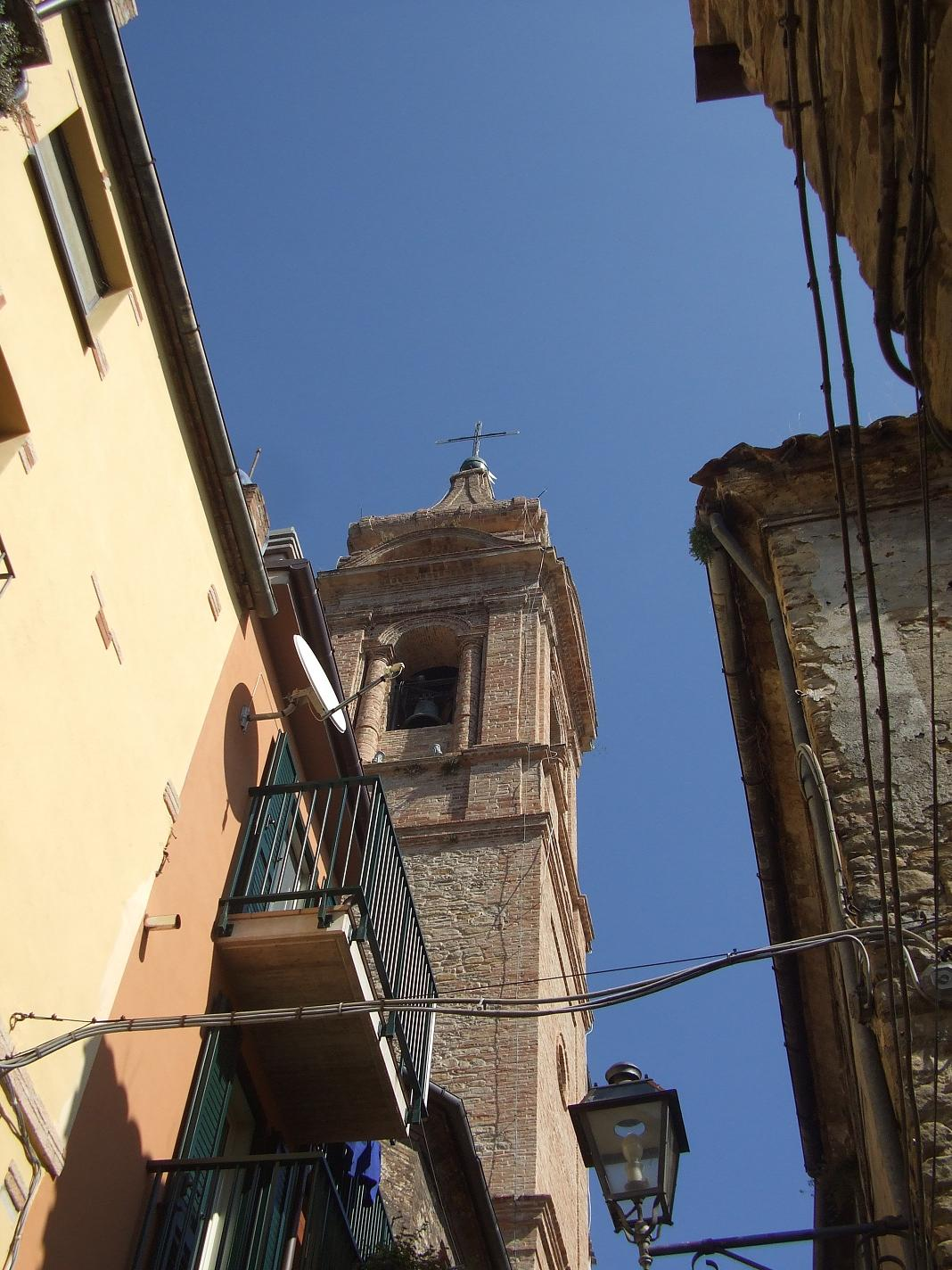
Il campanile visto dal basso

All'esterno la chiesa è caratterizzata dalla facciata, a capanna. Essa è divisa in due fasce orizzontali da uno sporgente cornicione; la fascia inferiore è decorata con lesene tuscaniche ed ha, al centro, il portale, con cornice marmorea; la fascia superiore, invece, è decorata con lesene ioniche e al centro si apre un finestrone rettangolare che dà luce all'interno. La facciata termina in alto con un frontone semicircolare.
Costruito in concomitanza con il rifacimento della chiesa, il campanile fu completato alla fine del Settecento. Alto 41 metri, svetta maestoso su tutto il paese. Da una porta laterale della chiesa, una scala a chiocciola conduce alla cella campanaria, che ospita tre campane. La piccola volge a meridione, la mediana a occidente mentre la grande dà sulla piazza principale. Le tre campane vengono suonate secondo precise regole che i paesani ben conoscono.
Anticamente vi era una quarta campana che leggenda vuole sia stata poi montata nel campanile del Duomo di Teramo. La campana grande venne rifusa nel 1927 con i nomi dei caduti nella prima guerra mondiale e nuovamente montata dal fabbro Fiorindo De Sanctis. La cella campanaria, da cui si vede un ampio panorama che si apre sulla vallata fino al Gran Sasso, era liberamente accessibile fino al 1984, anno in cui venne effettuata l'elettrificazione delle campane, essendo allora parroco don Giuseppe D'Amore e sagrestano Costantino Di Vincenzo.
La croce posta sulla sommità del campanile fu più volte danneggiata da violenti fulmini e successivamente ripristinata. Il campanile è stato totalmente restaurato nel 2003.

### Interno

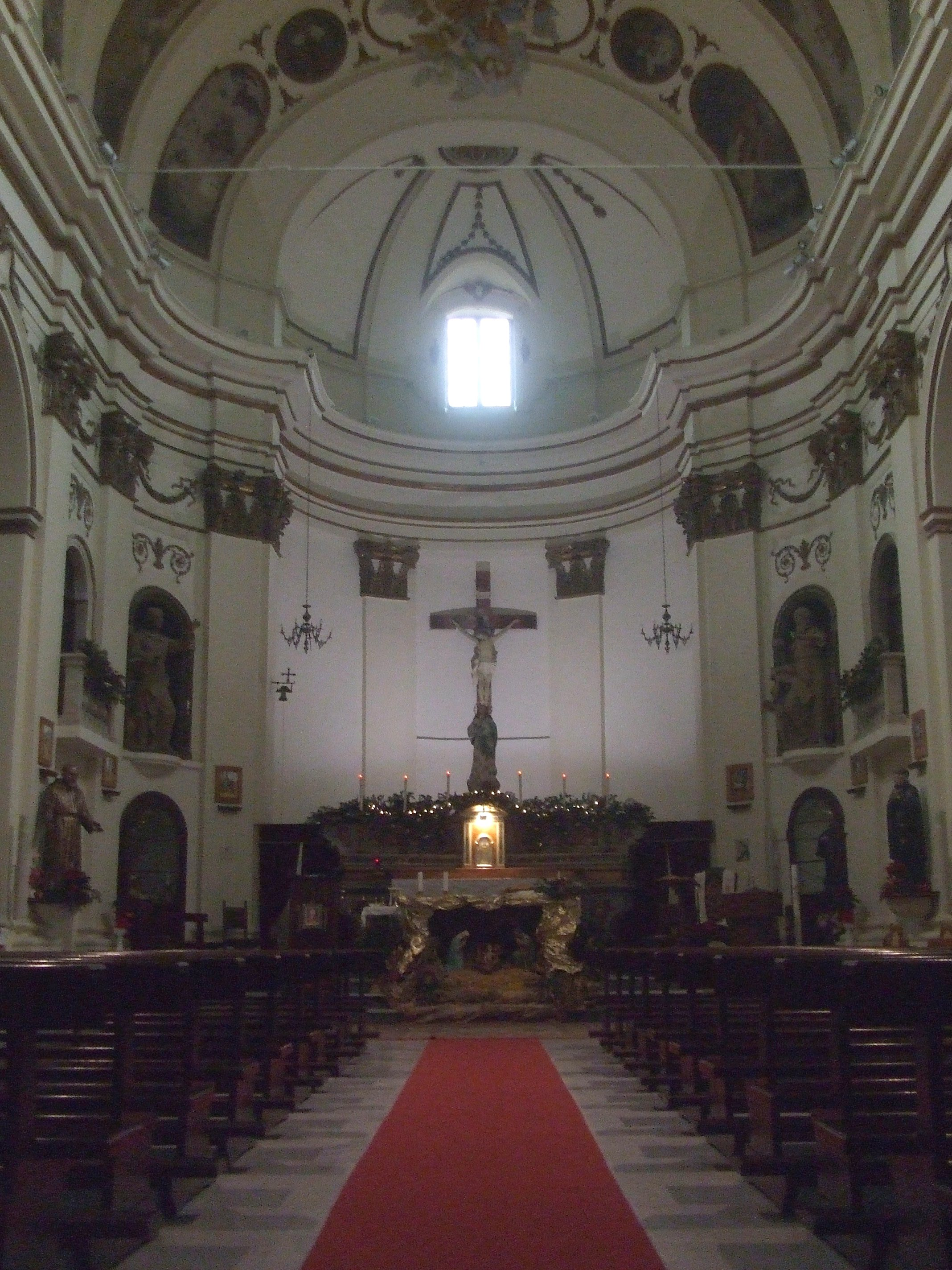
Interno

All'interno la chiesa è lunga 31 metri, larga 10,50 e alta circa 16. A pianta rettangolare, è costituita da una sola navata con cornicioni e lesene molto sporgenti, sulle quali si reggono gli archi degli altari laterali. La navata è suddivisa in volte a vela, nelle quali sono racchiusi tre medaglioni a forma ovale che contengono affreschi, attribuiti a Giacinto Diana, che rappresentano il Giudizio di Salomone, il miracolo dell'acqua di Mosè ed Eliodoro cacciato dal tempio. Verso l'abside è raffigurata la Madonna degli Angeli; fra le lesene e ai lati delle finestre sopra il cornicione sono poste figure di profeti e le allegorie delle virtù cardinali. Gli altari laterali sono dedicati rispettivamente alla Madonna del Rosario, alla Circoncisione e alla Madonna di Loreto (a destra) e all'Annunziata, a Sant'Antonio di Padova e all'Assunzione (a sinistra). In uno di essi è stato traslato nel 1999 il corpo del servo di Dio Pasqualino Canzii (1915–1930), per il quale è aperto il processo di beatificazione.
In una medaglia di un altare laterale è raffigurata una preziosa testimonianza di com'era Bisenti nel Settecento: nel dipinto si distinguono le antiche tre torri del paese (di cui ne rimane solo una) e le due porte di ingresso (delle quali non vi è più traccia).
Nella nicchia a sinistra della chiesa è conservata la statua della Madonna degli Angeli. Capolavoro della scultura sacra abruzzese, fu realizzata da Gianfrancesco Gagliardelli nel XVI secolo, autore anche della statua policromata di S. Maria nella chiesa Materdomini di Chieti. Seduta, con le mani giunte e il capo leggermente inclinato, la Madonna posa lo sguardo, in materna adorazione, sul Bambino cullato sulle ginocchia. Il Bambinello, risalente al Settecento, venne allora benedetto nella Grotta di Betlemme.

### Organo a canne
Sulla cantoria in controfacciata, si trova l'organo a canne, costruito da Ponziano Bevilacqua nel 1985. Anticamente, un vecchio organo, costruito a Lanciano nel 1801 dal maestro Giovanni Gennari da Rovigo, era situato su una cantoria nell'abside sopra l'altare maggiore; venne rimosso in seguito ai lavori di modernizzazione effettuati nel 1952 sotto la direzione tecnica del geometra Emilio Lattanzi e solo trent'anni dopo sostituito da quello odierno.
Lo strumento attuale è a trasmissione mista, meccanica per i manuali e i relativi registri ed elettrica per il pedale e i registri relativi; è racchiuso all'interno di una sobria cassa lignea di fattura geometrica, con mostra composta da canne di principale disposte in più campi; al centro della cassa, si trova la cassa espressiva del secondo manuale, chiusa da portelle trasparenti. Al di sotto di essa, si trova la consolle, a finestra, con due tastiere, di 58 note ciascuna, e pedaliera concava di 30 note.